# Colletes dudgeonii
Colletes dudgeonii là một loài Hymenoptera trong họ Colletidae. Loài này được Bingham mô tả khoa học năm 1897.